# Richard Dembo
Richard Dembo (Párizs, 1948. május 24. – Párizs, 2004. november 11.) francia filmrendező, forgatókönyvíró, író.

## Élete
Kelet-európai zsidó családban született 1948-ban, ortodox zsidó vallásúként nevelkedett.
Egyetemi végzettségét filozófia szakon szerezte 1964-ben. Szintén ez évben Jean Schmidt mellett segédrendezősködött három rövidfilmben az IDHEC (Institute of Advanced Film Studies – Magas szintű Filmtanulmányok Intézete) keretében. Tanulmányait a Francia Rádió és TV-nél folytatta, valamint 1969-ben André Techine Paulina Elmegy című filmjénél és 1970-ben Pierre Revert Baal követői című filmjénél.
1970-ben Pierre-Henry Deleau-val együttműködve megalapították a cannes-i fesztivállal párhuzamosan működő Rendezői munkacsoportot, melynek későbbiekben is egyik fő szervezője maradt.
Évekig segédrendezett, míg végül 1984-ben világsikert aratott első filmjével a La diagonale du fou-val (Veszélyes lépések-el). Ez a film 1984-ben Oscar-díjat kapott legjobb külföldi filmként, valamint kitüntették még Louis Delluc- (1984) és César-díjakkal (1985). Michel Piccoli egy orosz, ortodox polgárt alakít benne egyik főszereplőkent.
1992-ben a Vernier kiadó megjelentette az Angyalszárny című regényét melyből a későbbiekben filmet is rendezett. 2001-ben megjelent a következő könyv Az isteni Diva cimmel, majd 2005-ben az utolsó Az égi kert cimmel.
1993-ban rendezte Angyalszárny (L'instinct de l'ange) című filmjét. Hosszú szünet után következett Nina otthona (La maison de Nina) című filmje, mely 2005-ben a rendező halála után került a közönség elé.
1997-ben Mr. Schütz pálmái című forgatókönyvéből Claude Pinoteau rendezett filmet.
2003-ban a Nemzetközi Multimedia Intézetnél(International Institute of Multimedia – IIM) professzorkodott. Itt készült el tanítványainak aktív közreműködésével Veszélyes lépések filmjének DVD változata.
Rendezői és írói tevékenysége mellett a Párizsi Operánál is rendezett (Hoffmann meséi, Pillangókisasszony).
2004. november 11-én Dembo váratlanul elhunyt Párizsban. 2003-ban megkezdett Ponty a fürdőkádban című filmje befejezetlen maradt.
Izraelben van eltemetve.

## Filmográfia
- 2005 – Nina otthona (La maison de Nina) ... forgatókönyvíró, rendező
- 2003 – La Diagonale du Fou: interviews (dokumentumfilm) ... producer
- 1997 – Mr. Schütz pálmái (Les Palmes de M. Schutz) ... forgatókönyvíró
- 1993 – Angyalszárny (L'instinct de l'ange) ... rendező, író
- 1984 – Veszélyes lépések (La Diagonale du fou) ... rendező
- 1979 – Nabucco (TV film) ... rendező asszisztens
- 1970 – Le cœur Fou ... színész

## Fordítás
- Ez a szócikk részben vagy egészben  a   Richard Dembo című francia Wikipédia-szócikk ezen változatának fordításán alapul.  Az eredeti cikk szerkesztőit annak laptörténete sorolja fel. Ez a jelzés csupán a megfogalmazás eredetét és a szerzői jogokat jelzi, nem szolgál a cikkben szereplő információk forrásmegjelöléseként.